# Forum non conveniens

Forum non conveniens je pravni istitut anglosaksonskog prava. Nastao je kao odgovor na Forum shopping - mogućnost tužioca da bira onu jurisdikciju čija mu procesna i koliziona pravila pružaju najviše izgleda za uspeh u sporu. Sistemi kontinentalnog prava nemaju adekvatan institut kojim bi sprečili forum shopping, već imaju obavezu da zasnuju svoju nadležnost ako su ispunjenji kriterijumi za zasnivanje te nadležnosti. U anglosaksonskim zemljama, a naročito u SAD, od ovoga se može odstupiti pozivanjem na Forum non conveniens, odnosno konstatovanjem da, iako postoji nadležnost postupajućeg suda, neka druga jurisdikcija predstavlja mnogo prikladnije i prirodnije mesto da se spor reši.

## Slučaj Bopal
U pogledu primene ovog instituta poznat je slučaj ; Američke multinacionalne kompanije proizvodiđača pesticida, koja je sagradila pogon u Indiji kod grada Bopal. Usled loših uslova rada i mera bezbednosti došlo je do havarije koja je prouzrokovala veliku štetu po zdravlje ljudi, životnu okolinu, te je prema nekim procenama hiljade ljudi umrlo kao direktna ili indirektna posledica nesreće. Veliki broj američkih advokata je pohrlilo u Indiju da bi od oštećenih uzeli punomoćja, kako bi tužili kompaniju Union Carbide u opštem forumu - pred sudovima SAD, te da od kompanije zahtevaju naknadu u iznosu od više miliona za nanetu štetu. Parnice su konsolidovane pred sudom u Njujorku. Nakon što je utvrđen iznos naknade za štetu koje nastala, sud opšteg foruma se oglasio nenadležnim na osnovu pravila forum non conveniens i prepustio je slučaj indijskim sudovima. Američki sud je procenio da je Indija najpogodnije mesto za raspravljanje spora, obzirom da se tamo dogodila nesreća, da se tamo nalaze svedoci, oštećeni, dokazi kao i da bi sledstveno tome postupak u SAD bio neekonomičan.